# Matanza de religiosos de Barbastro
La matanza de religiosos de Barbastro es un episodio de la guerra civil española en el que numerosos religiosos y algún seglar fueron fusilados al inicio de la contienda, en la localidad oscense de Barbastro. 

## Sucesos
Los hechos ocurrieron en la diócesis de Barbastro en el verano de 1936. Fueron arrestados 41 seminaristas claretianos, además de sus respectivos superiores.
La diócesis de Barbastro acumuló durante la guerra civil española la mayor mortandad del país entre sus miembros incardinados pues se asesinó a 123 de los 140 sacerdotes, es decir, el 88% de sus miembros, incluyendo a su obispo, además de 51 frailes claretianos, 18 benedictinos y 9 escolapios, pero en la que no sufrió la misma suerte ninguna de las religiosas.
El alcalde republicano de Barbastro, Pascual Sanz, sostuvo que como personas merecían todo el respeto, pero que como sacerdotes debían desaparecer. Así, antes de ser ejecutados intentaron hacerlos apostatar, en particular a los 41 jóvenes seminaristas claretianos a los que, para hacerles «disfrutar de los goces de la vida» de los que les creían privados, introdujeron prostitutas en la improvisada cárcel en la que permanecieron una semana.
Estuvieron presos en el Colegio San Lorenzo de las Escuelas Pías, de donde se fueron realizando diversas sacas para su ejecución entre el 2 y el 15 de agosto de 1936. La nómina de fusilados incluyó al obispo de Barbastro Florentino Asensio Barroso, a 51 religiosos claretianos, 18 benedictinos de la Congregación de Solesmes del monasterio de El Pueyo, 9 escolapios del Colegio San Lorenzo y a algunos laicos como Ceferino Giménez Malla.
Al atardecer del día 8 de agosto, el obispo Florentino Asensio Barroso fue trasladado a una celda solitaria de la cárcel del Ayuntamiento, en la misma plaza. En los interrogatorios a que fue sometido fue torturado repetidamente, y sufrió la amputación de los testículos. En la madrugada del 9 de agosto de 1936 le llevaron, junto con otros doce detenidos, en un "camión de la muerte" al cementerio, donde fue fusilado. Murió al tiempo que bendecía y perdonaba a sus asesinos. Según la Conferencia Episcopal Española, su cadáver fue arrojado a una fosa común y años más tarde su cuerpo fue hallado incorrupto.

## Beatificación

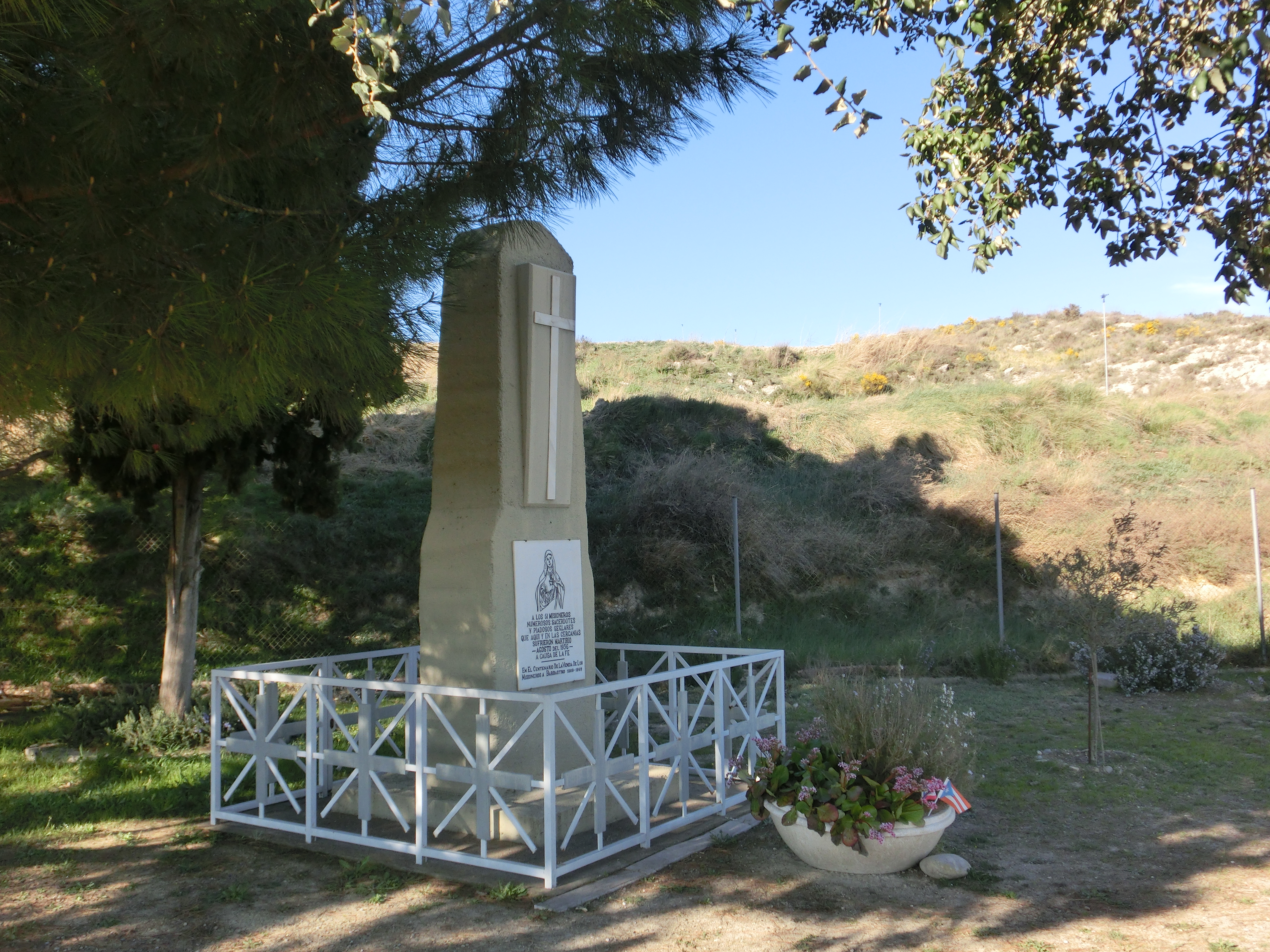
Monumento a los mártires claretianos de Barbastro

La Iglesia católica los considera mártires. Los 51 religiosos claretianos fueron beatificados el 25 de octubre de 1992 por el papa Juan Pablo II en Roma. Los 18 benedictinos del monasterio de El Pueyo fueron beatificados el 13 de octubre de 2013 por el papa Francisco en la beatificación de Tarragona.
El obispo Florentino Asensio Barroso también fue declarado mártir y la ceremonia de su beatificación fue presidida por Juan Pablo II el 4 de mayo de 1997. Su festividad se celebra el 9 de agosto.
La festividad en memoria de los religiosos claretianos se celebra el día 13 de agosto cada año. La festividad en memoria de los religiosos benedictinos el 28 de agosto.

## Filmografía sobre los Mártires de Barbastro
- Un Dios prohibido. (2013) Dir. Pablo Moreno.